# Florian Hardy
Florian Hardy (* 8. Februar 1985 in Nantes) ist ein französischer Eishockeytorwart, der seit Juni 2017 erneut bei den Ducs d’Angers in der Ligue Magnus unter Vertrag steht.

## Karriere
Florian Hardy begann seine Karriere als Eishockeyspieler in seiner Heimatstadt bei den Corsaires de Nantes, für die er von 2003 bis 2005 in der drittklassigen Division 2 aktiv war. Anschließend spielte der Torwart drei Jahre lang für die Profimannschaft der Ducs d’Angers in der Ligue Magnus, der höchsten französischen Spielklasse. Mit Angers gewann er 2007 zunächst die Coupe de France, den nationalen Pokalwettbewerb, sowie anschließend die Trophée des Champions gegen den amtierenden Meister Brûleurs de Loups de Grenoble. Von 2008 bis 2010 stand er je ein Jahr lang für die Erstligisten HC Morzine-Avoriaz und Ducs de Dijon zwischen den Pfosten. 
Zur Saison 2010/11 wechselte Hardy erneut innerhalb der Ligue Magnus und unterschrieb einen Vertrag beim Chamonix Hockey Club. Dort konnte er vor allem in der Saison 2011/12 überzeugen und erhielt die Trophée Jean Ferrand als bester Torwart der Liga. Im Anschluss an die Spielzeit kehrte er zu seinem Ex-Klub aus Angers zurück. 

### International
Für Frankreich nahm Hardy an den Weltmeisterschaften 2010 und 2012 teil.

## Erfolge und Auszeichnungen
- 2007 Coupe de France mit den Ducs d’Angers
- 2007 Trophée des Champions mit den Ducs d’Angers
- 2012 Trophée Jean Ferrand
- 2013 Trophée Albert Hassler
- 2013 Trophée Jean Ferrand
- 2014 Coupe de France mit den Ducs d’Angers